# 텔레노체
《텔레노체》(스페인어: Telenoche)는 아르헨티나의 저녁 뉴스 프로그램이다.